# Montrozier
 Montrozier  (en occitano Mont Rosièr) es una población y comuna francesa, situada en la región de Mediodía-Pirineos, departamento de Aveyron, en el distrito de Rodez y cantón de Bozouls.

## Demografía
| 1032 | 942 | 946 | 1081 | 1210 | 1279 |
| Para los censos de 1962 a 1999 la población legal corresponde a la población sin duplicidades (Fuente: INSEE [Consultar]) |     |     |      |      |      |